# Braya linearis
Braya linearis — вид трав'янистих рослин родини капустяні (Brassicaceae), поширений на півночі Скандинавії та в Ґренландії. Етимологія: лат. linearis — «лінійний».

## Опис
Рослини від рідко до помірно запушених. Стебла прості або кілька від основи, прямі й зазвичай нерозгалужені, (0.4)0.7–1.4(1.8) дм. Базальне листя (без чіткого черешка): пластини лінійна до вузьких з розширеним верхом, 0.5–3 см × 0.5–2(3) мм, поля зубчасті (з 1 або 2 зубами на стороні) або цілі, вершини тупі, поверхні голі або рідко запушені. Стеблових листків 1–4 (кожне стебло), пластини схожі на базальні, менші дистально.
Китиці не витягнуті в плодах. Плодоніжки від піднятих до розгалужених, 1–4.5 мм. Квіти: чашолистки 1.8–2.8 × 1–1.4 мм; пелюстки білі або пурпурові, широко зворотнояйцеподібні або з округлим широким верхом, 2.5–3.5(4) × 1.3–2 мм; пиляки довгасті, 0.4–0.6 мм. Плоди лінійні (прямі або дещо криволінійні), (0.5)0.9–1.2(1.4) см × 0.9–1.3 мм. Насіння однорядне чи слабко дворядне, довгасте, 0.8–1 × 0.3–0.6 мм. 2n=42(6x).

## Поширення й екологія
Північна Америка: Ґренландія; Європа: Норвегія, Швеція.
Населяє сухі або вологі вапняні ґрунти та лужні глини та пісок на краях калюж на берегах річок і морен.